# Oskar Graemer
Oskar Graemer (* 30. Juni 1883 in Koblenz; † 9. Juni 1930 in Rheydt) war ein deutscher Verwaltungsjurist und Kommunalbeamter.

## Leben
Graemer war Sohn eines gleichnamigen Fabrikbesitzers. Er begann an der Philipps-Universität Marburg Rechtswissenschaft zu studieren und wurde am 23. Januar 1904 (eine Woche vor Rudolf Haarmann) im Corps Teutonia zu Marburg recipiert. Als Inaktiver wechselte er an die Ludwig-Maximilians-Universität München und die Rheinische Friedrich-Wilhelms-Universität Bonn. Seit 1906 Referendar, wurde er 1907 zum Dr. iur. promoviert. Er bestand 1911 die Assessorprüfung und wechselte in die Kommunalverwaltung der Rheinprovinz. Seit 1912 Stadtassessor und seit 1913 Beigeordneter, wurde er 1920 für 12 Jahre zum Oberbürgermeister von Rheydt gewählt. 1920 war er auch Mitglied des Provinziallandtages der Rheinprovinz. Vermutlich aus Krankheitsgründen schied er 1929 aus dem Amt aus. Er starb kurz vor seinem 47. Geburtstag. Verheiratet war er seit 1913 mit Elisabeth geb. Aretz aus Krefeld. Der Ehe entstammen ein Sohn und eine Tochter.

## Ehrungen
- Oskar-Graemer-Straße in Mönchengladbach